# 2019年10月日本

## 10月1日
- 日本上調消費稅稅率至10%。[1]

## 10月7日
- 美国贸易代表罗伯特·莱特希泽和日本驻美大使杉山晋辅在白宫签署美日贸易协定，双方决定削减农产品和数字产品的关税。协议并未解决日本对美国出口汽车的问题。[2]

## 10月12日
- 颱風海貝思在日本本州登陸。[3]

## 10月15日
- 強烈颱風哈吉侵襲日本，造成66人死亡、1人心肺停止、15人下落不明、212人受傷，計47條河川共66地潰堤[4]。

## 10月18日
- 《朝日新聞》[5]等多家[6][7]日本媒體報導，在北海道大學擔任教授的一名40多歲[8]日本男性，9月上旬訪問北京時，遭到中國政府[9]逮捕。

## 10月22日
- 來自194個國家，各國元首[10]、王室成員、政府官員，參與日本德仁天皇的即位禮，與雅子皇后共同在皇居舉行即位禮正殿之儀（日语：即位礼正殿の儀）[11]。

## 引用來源
1. ↑  . 日經中文網. 2019-09-30  [2019-10-29]. （原始内容存档于2019-10-02）.
2. ↑  余申芳. . 新华网. 2019-10-09  [2019-10-12]. （原始内容存档于2019-10-12）.
3. ↑  . BBC. 2019-10-13  [2019-10-29]. （原始内容存档于2019-12-12）.
4. ↑   ;  . . NHK. 2019-10-15:    [2019-10-15]. （原始内容存档于2019-10-20） （日语）.
5. ↑  . 朝日新聞. 2019-10-20  [2019-10-29]. （原始内容存档于2019-10-29） （日语）.
6. ↑  羽田野主. . 日本経済新聞. 2019-10-19  [2019-10-29]. （原始内容存档于2019-10-29） （日语）.
7. ↑  . 毎日新聞. 2019-10-18  [2019-10-29]. （原始内容存档于2019-10-29） （日语）.
8. ↑  施旖婕. . 蘋果日報. 2019-10-19  [2019-10-29]. （原始内容存档于2019-11-06） （中文（臺灣））.
9. ↑  . The Guardian. 2019-10-21  [2019-10-29]. （原始内容存档于2019-10-28） （英语）.
10. ↑   . . 共同社. 2019-10-22  [2019-10-22]. （原始内容存档于2019-10-22） （中文）.
11. ↑  林翠儀;  . . 自由時報. 2019-10-22:    [2019-10-22]. （原始内容存档于2019-10-22） （中文（臺灣））.